# Over the Counter
"Over the Counter" é uma fita demo e o álbum de estréia nunca lançado, mas fortemente pirateado do rapper estadunidense Snoop Doggy Dogg. A fita teve as participações de Tha Dogg Pound, Dr. Dre, Nate Dogg, Warren G, George Clinton e outros. Muitas pessoas não sabem que Snoop lançou um álbum pela Death Row Records antes de Doggystyle. Ele apresentava 16 faixas com uma faixa bônus. Apenas 6 das faixas deste álbum ressurgiram na Internet, e as outros 11 não são susceptíveis de ressurgir devido à extrema raridade da fita.[carece de fontes?] O álbum foi lançado apenas em versão  cassete.

## Faixas
| Over the Counter — Cassette tape | |         |  |
| N.º                              | Título                                                                                                | Duração |  |
| 1.                               | "Over The Counter"                                                                                    |         |  |
| 2.                               | "Dogg's Life" (com Nate Dogg)                                                                         |         |  |
| 3.                               | "Jack Em'" (com Convicts)                                                                             |         |  |
| 5.                               | "Knockin' Off Everything" (com 3-2, The D.O.C.)                                                       |         |  |
| 6.                               | "Blast For Cash" (com Dr. Dre)                                                                        |         |  |
| 7.                               | "Let Em' Understand" (com Foesum)                                                                     |         |  |
| 8.                               | "The Message"                                                                                         |         |  |
| 9.                               | "211" (com RBX)                                                                                       |         |  |
| 10.                              | "Signed And Detected" (com Tha Dogg Pound)                                                            |         |  |
| 11.                              | "Bank Roll"                                                                                           |         |  |
| 12.                              | "187"                                                                                                 |         |  |
| 13.                              | "C.O.C. Kingpin" (com Kurupt)                                                                         |         |  |
| 14.                              | "Welcome To Death Row" (com Bushwick Bill, C.P.O., Chocolate, Convicts, Dr. Dre, RBX, Tha Dogg Pound) |         |  |
| 15.                              | "Do You Remember" (com George Clinton)                                                                |         |  |
| 16.                              | "True To The Game"                                                                                    |         |  |
| 17.                              | "Country Blues" (faixa bônus)                                                                         | 04:11   |  |